# KK Vršac
El KK Vršac (en serbi: Košarkaški klub Vršac / КК Вршац) és un club de bàsquet de la ciutat de Vršac a Sèrbia.
L'equip femení és conegut com ŽKK Vršac

## Història
Evolució del nom:
- 1946 - Jedinstvo
- 1959 - Mladost
- 1967 - Inex Brixol
- 1968 - Agropanonija
- 1977 - Vršac
- 1981 - Inex Vršac
- 1992 - Hemofarm
- 2012 - Vršac

## Palmarès masculí
- Copa Korać
  - Finalistes (1): 2000-01
- Lliga Adriàtica
  - Campions (1): 2004-05
  - Finalistes (1): 2007-08
- Lliga sèrbia
  - Finalistes (3): 2007-08, 2009-10, 2010-11
- Copa sèrbia
  - Finalistes (1): 2007–08
- Lliga serbo-montenegrina
  - Finalistes (2): 2003–04, 2004–05
- Copa serbo-montenegrina
  - Finalistes (1): 2005-06

## Palmarès femení
- Lliga sèrbia
  - Campiones (3): 2007, 2008, 2009
- Copa sèrbia
  - Campiones (5): 2007, 2008, 2009, 2010, 2012
- Lliga serbo-montenegrina
  - Campiones (6): 1998, 1999, 2000, 2001, 2005, 2006
- Copa serbo-montenegrina
  - Campiones (6): 1996, 1998, 1999, 2002, 2005, 2006